# Avenida da República (Lisboa)
Avenida da República é uma das principais avenidas de Lisboa, orientada no sentido norte-sul e que constitui o eixo nevrálgico das Avenidas Novas, antiga freguesia de São Sebastião da Pedreira.
Denominada Avenida Ressano Garcia até à implantação da República, esta artéria vai desde a Praça Duque de Saldanha à Praça de Entrecampos, sendo que nela se encontram vários edifícios importantes, principalmente sedes ou delegações de grandes empresas e algum comércio. O número de residentes é pouco significativo.
É junto a esta avenida que se situa a Praça de Touros do Campo Pequeno, que reabriu ao público em 2006. Situa-se também junto a ela a Estação Ferroviária de Entrecampos, uma das mais utilizadas da capital portuguesa, mesmo ao lado da antiga Feira Popular que, durante muito tempo, foi o maior parque de diversões de Portugal.
A Avenida da República é servida por três estações de Metro: Saldanha, Campo Pequeno e Entre Campos, e por várias carreiras de autocarros da Carris.

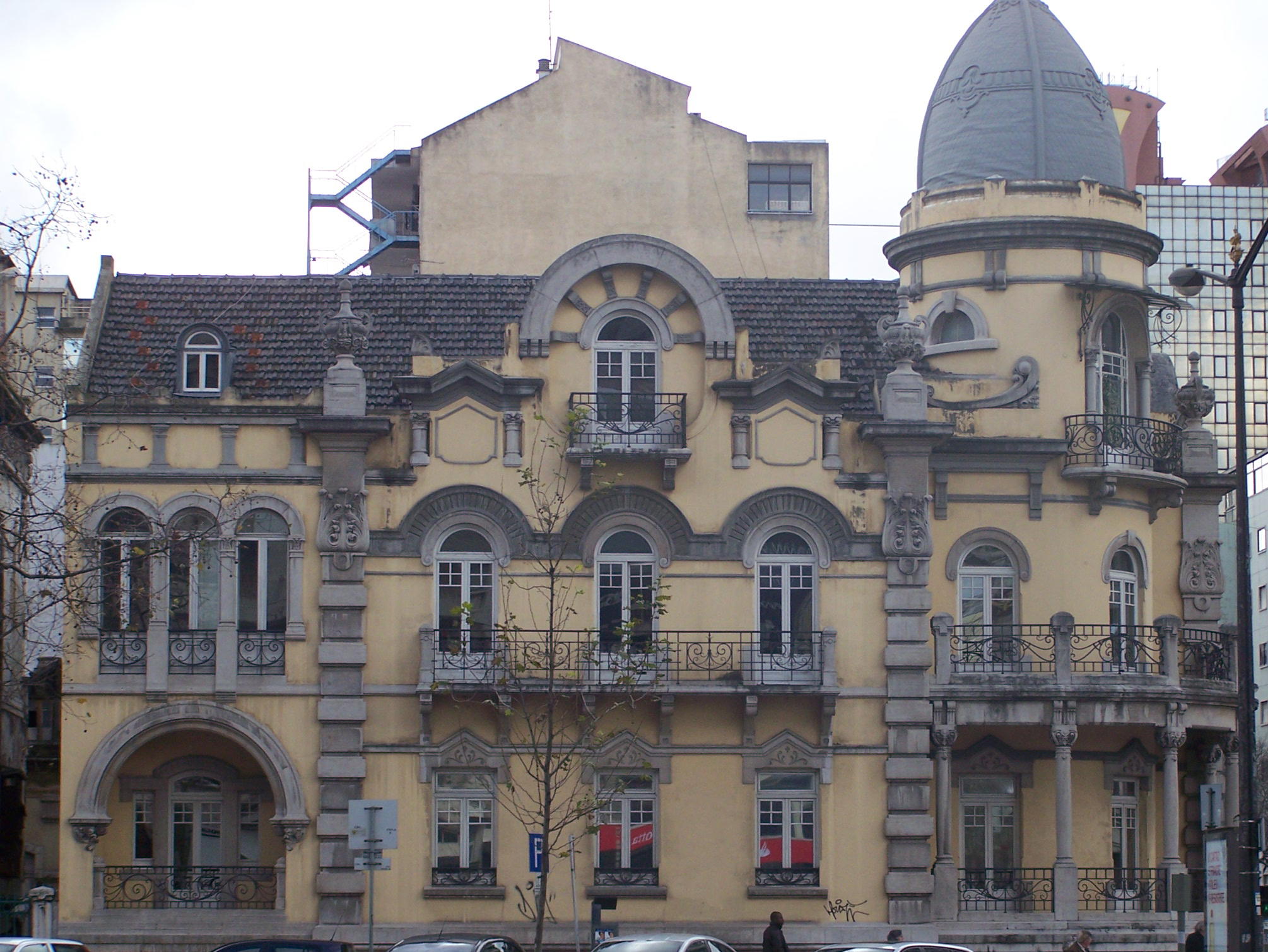
Edifício na Avenida de República.

Possui cruzamentos com a Avenida Fontes Pereira de Melo, a Avenida de Berna, Avenida Miguel Bombarda, entre outras.

## Património
- Prédio na Avenida da República, nº49, Prémio Valmor 1923, Arq.Porfírio Monteiro, onde se encontra o Externato Infante D.Pedro
- Edifício na Avenida da República, nº 23 ou Prédio de Gaveto entre a Avenida da República, nº. 23 e a Avenida João Crisóstomo, nº 19
- Prédio na Avenida da República, nº97 a nº97-C
- Conjunto de edifícios na Avenida da República no lado poente
- Edifício na Avenida da República, n.º 87
- Antiga Mansão dos Viscondes de Valmor, edifício na Avenida da República, n.ºs 38 a 38A, e na Avenida Visconde de Valmor, n.º 22
- Prédio na Avenida da República, nº89 a nº89A
- Edifício na Avenida da República no lado poente, onde se encontra a Pastelaria Versailles